# Acacia imitans
Acacia imitans — вид квіткових рослин з родини бобових. Ареал: Австралія (Західна Австралія).

## Середовище
Росте на вершинах і схилах пагорбів на скелястих червоних суглинках у відкритому високому чагарнику.

## Біоморфологічна характеристика
Це напівсланкий розлогий кущ від 0,3–1 до 3 метрів заввишки. Цвіте з серпня по вересень. Має гладкі, лінійні, голі сірі гілочки. Малі асиметричні філодії мають гострі загорнуті вістря. Прості суцвіття з круглими або коротко циліндричними головами з яскраво-жовтими квітками. Голови мають довжину 6–8 мм і діаметр 4–5 мм.